# George Robert Waterhouse
George Robert Waterhouse (1810 – 1888) è stato un naturalista inglese.